# Фюр, Лайош
Лайош Фюр (венг. Lajos Für; 21 декабря 1930, Эдьхазашрадоц, Венгрия — 22 октября 2013, Будапешт) — венгерский государственный деятель, министр обороны Венгрии (1990—1994).

## Биография
В 1954 году окончил исторический факультет Университета им. Лайоша Кошута. В 1956 году стал ассистентом профессора того же университета. Активный участник событий 1956 г., один их разработчиков революционных требований в Дебрецене. После ввода советских войск был интернирован, уволен с работы. В 1957 году эмигрировал во Францию, но через несколько месяцев вернулся. До 1958 года оставался без работы, затем был библиотекарем, грузчиком и учителем начальной школы.
После объявления всеобщей амнистии 1963 года.:
- 1964—1978 гг. работал научным сотрудником, начальником управления в Музее венгерского сельского хозяйства,
- 1971 г. — защитил кандидатскую диссертацию,
- 1980—1987 гг. — ученый секретарь Музея,
- 1983 г. — защитил докторскую диссертацию,
- 1984 г. — безуспешно пытался устроиться на работу в Университет Дебрецена,
- 1988—1990 гг. — преподаватель,
- 1990—2000 гг. — доцент кафедры Средних веков и Новейшей истории исторического факультета Университета Этвеша Лоранда. Как ученый специализировался на истории Венгрии 19-20-го веков, аграрной истории, истории меньшинств 19-20 веков и исторической демографии.

В 1985 г. вновь стал участником собраний диссидентов. В 1987 г. выступил одним из членов-учредителей Венгерского демократического форума (ВДФ). В 1989 г. был выдвинут от ВДФ на пост президента. В 1989—1996 гг. — член Президиума, в 1991 г. вице-президент, до 1991 г. исполнительный председатель ВДФ. В 1994—1996 гг. — его председатель.
В 1990—1994 гг. — министр обороны в правоцентристском кабинете Йожефа Анталла. В 1990 г был избран в Национальное Собрание, в 1996 г. покинул ряды ВДФ, оставаясь независимым депутатом.
В 2007 г. принял решение об уходе из политики.